# Cotorra de cua grana
La cotorra de cua grana  (Pyrrhura melanura) és una espècie d'ocell de la família dels psitàcids.

## Hàbitat i distribució
Habita la selva humida sud-americana, des de Colòmbia i sud de Veneçuela, cap al sud, a través del nord-oest i est de l'Equador fins a l'est del Perú i zones limítrofes del Brasil.

## Taxonomia
Alguns autors consideren la població del sud-oest de Colòmbia i nord-oest de l'Equador una espècie diferent:
- Pyrrhura pacifica Chapman, 1915 - cotorra del Chocó.[3]